# Westworld (banda)
Westworld fue una banda estadounidense de hard rock fundada en 1998 por el vocalista Tony Harnell y el guitarrista Mark Reale.  Estuvo activa durante cinco años, hasta el año 2002.

## Historia
Harnell y Reale decidieron formar una banda juntos e invitaron al bajista Bruno Ravel y al batería John O'Reilly, esto en 1998.  Un año después, lanzaron su álbum debut homónimo, el cual no logró atraer la atención del público, debido a la pobre distribución en los EE. UU. En el 2000, Westworld publicó Skin, su segundo disco. Ya en 2001 lanzó su único álbum en directo: Live... In the Flesh, en el cual participó el tecladista Josh Pincus. Un año más tarde, su última producción discográfica salió al mercado, la cual fue titulada bajo el nombre de Cyberdreams.

## Formación
- Tony Harnell — voz
- Mark Reale — guitarra
- Bruno Ravel — bajo
- John O'Reilly — batería
- Josh Pincus — teclados

## Discografía

### Álbumes de estudio
- 1999: Westworld
- 2000: Skin
- 2002: Cyberdreams

### Álbumes en vivo
- 2001: Live... In the Flesh